# Civières
Civières és un municipi francès situat al departament de l'Eure i a la regió de Normandia. L'any 2007 tenia 229 habitants.

## Demografia

### Població
El 2007 la població de fet de Civières era de 229 persones. Hi havia 80 famílies, de les quals 16 eren unipersonals (8 homes vivint sols i 8 dones vivint soles), 24 parelles sense fills, 32 parelles amb fills i 8 famílies monoparentals amb fills.
La població ha evolucionat segons el següent gràfic:
Habitants censats

### Habitatges
El 2007 hi havia 89 habitatges, 81 eren l'habitatge principal de la família, 4 eren segones residències i 4 estaven desocupats. Tots els 89 habitatges eren cases. Dels 81 habitatges principals, 76 estaven ocupats pels seus propietaris i 5 estaven llogats i ocupats pels llogaters; 3 tenien dues cambres, 4 en tenien tres, 22 en tenien quatre i 52 en tenien cinc o més. 60 habitatges disposaven pel capbaix d'una plaça de pàrquing. A 31 habitatges hi havia un automòbil i a 47 n'hi havia dos o més.

### Piràmide de població
La piràmide de població per edats i sexe el 2009 era:
| Homes | Edats   | Dones |
| ----- | ------- | ----- |
| 0     | 95 o +  | 0     |
| 0     | 90 a 94 | 4     |
| 0     | 85 a 89 | 0     |
| 0     | 80 a 84 | 0     |
| 0     | 75 a 79 | 0     |
| 4     | 70 a 74 | 0     |
| 4     | 65 a 69 | 4     |
| 0     | 60 a 64 | 4     |
| 4     | 55 a 59 | 4     |
| 12    | 50 a 54 | 8     |
| 4     | 45 a 49 | 4     |
| 16    | 40 a 44 | 8     |
| 12    | 35 a 39 | 16    |
| 0     | 30 a 34 | 4     |
| 0     | 25 a 29 | 0     |
| 0     | 20 a 24 | 4     |
| 8     | 15 a 19 | 12    |
| 20    | 10 a 14 | 8     |
| 12    | 5 a 9   | 8     |
| 0     | 0 a 4   | 4     |

## Economia
El 2007 la població en edat de treballar era de 152 persones, 117 eren actives i 35 eren inactives. De les 117 persones actives 113 estaven ocupades (60 homes i 53 dones) i 4 estaven aturades (2 homes i 2 dones). De les 35 persones inactives 12 estaven jubilades, 14 estaven estudiant i 9 estaven classificades com a «altres inactius».

### Ingressos
El 2009 a Civières hi havia 82 unitats fiscals que integraven 234 persones, la mediana anual d'ingressos fiscals per persona era de 20.790 €.

### Activitats econòmiques
Dels 6 establiments que hi havia el 2007, 1 era d'una empresa de comerç i reparació d'automòbils, 1 d'una empresa d'informació i comunicació, 2 d'empreses de serveis, 1 d'una entitat de l'administració pública i 1 d'una empresa classificada com a «altres activitats de serveis».
L'any 2000 a Civières hi havia 9 explotacions agrícoles que ocupaven un total de 670 hectàrees.

## Equipaments sanitaris i escolars
El 2009 hi havia una escola elemental integrada dins d'un grup escolar amb les comunes properes formant una escola dispersa.

## Poblacions més properes
El següent diagrama mostra les poblacions més properes.